# Salvador Pagès Inglada
Salvador Pagès Inglada (Barcelona, 1833 - ?), teixidor mecànic i destacat cooperativista, participà activament en els primers congressos que se celebraren a Catalunya entre els anys setanta i vuitanta del segle xix. Director de la cooperativa l'Obrera Mataronesa, inculcà en la seva labor els ideals i valors del corrent sindical principal del cooperativisme català i espanyol; destacat pel seu caràcter reformista, politicista i demòcrata.
Nascut en el si d’una família humil al barri del Raval de Barcelona del segle xix, patí les vicissituds d’aquella època: «li tocà patir des de la seva infància les miserables condicions socials i econòmiques de les famílies més humils i treballadores de la primera meitat del segle xix de qualsevol ciutat industrial».
Tal com destaca Pomés, «Salvador Pagès va ser un dels dirigents cooperativistes catalans més importants del segle xix (...) Fonamentalment, a ell es va deure el primer intent de federar totes les cooperatives catalanes (...) i també a ell es va deure la consolidació i el progrés de la, probablement, principal cooperativa de producció catalana i espanyola d’aquella centúria, l’Obrera Materonesa (1864-189?)»
Pagès defensava el cooperativisme perquè veia aquest model com la resposta perquè cessés «la necessitat que els obrers utilitzessin mesures de força, com vagues o la violència de qualsevol mena». Estava en contra de la violència, ja que considerava que consegüentment aquesta, vindria la repressió; per això era ferm defensor del cooperativisme reformista com a única opció viable per aconseguir una societat democràtica i justa. Al igual que altres cooperativistes coetanis a Salvador Pagès – com Fernando Garrido o Josep Roca Galès – entenia que les cooperatives havien de ser una eina de transformació social «i la gran escola per educar a la gent a viure en una autèntica democràcia, per desenvolupar individualment els valors humanistes suprems, com ara la bondat, la fraternitat o la solidaritat, i per aconseguir l’anhelada harmonia de classes i justícia social».
La labor de Pagès com a dirigent de la cooperativa l’Obrera Mataronesa no radica només a qüestions econòmiques o productives; de la mateixa manera que altres cooperativistes de l’època, per Salvador Pagès «l’Obrera havia de desplegar una sèrie de serveis socials, econòmics i culturals que responguessin a les necessitats obreres del moment així com als ideals utopistes». Per aquesta raó la seva labor se centrà en la construcció als afores de Mataró del que es podria considerar gairebé un falansteri com els que havia ideat Fourier. Aquest projecte «incloïa la construcció, al costat de la fàbrica, de cases per a les famílies obreres cooperadores (...), la qual oferia als socis tots els serveis necessaris per viure, treballar, esbargir-se i instruir-se». Tot i que la gran majoria de serveis es van poder construir i desenvolupar llurs projectes, «malauradament només fou possible realitzar dues de les trenta cases projectades». Així tot tant l’Obrera Mataronesa, com Salvador Pagès, foren un exemple i un model a seguir i replicar en altres localitats. 